# Neopolyptychus prionites
Neopolyptychus prionites är en fjärilsart som beskrevs av Rothschild och Jordan 1916. Neopolyptychus prionites ingår i släktet Neopolyptychus och familjen svärmare. Inga underarter finns listade i Catalogue of Life.